# Камполонго-Маджоре
Камполонго-Маджоре (итал. Campolongo Maggiore) — коммуна в Италии, располагается в провинции Венеция области Венеция.
Население составляет 9188 человек, плотность населения составляет 399 чел./км². Занимает площадь 23 км². Почтовый индекс — 30010. Телефонный код — 049.
Покровителями коммуны почитаются свв. Феликс и Фортунат, празднование 14 мая.